# Nieuwstraat (Brugge)
De Nieuwstraat is een straat in Brugge.

## Beschrijving
Van de Oude Burg werd een straat aangelegd die uitmondde aan de Dijver. Om over het water te kunnen werd er een brug gebouwd die men de Nieuwbrugghe noemde. De straat die ernaartoe leidde werd de Nieuwstraat.
Wanneer dit gebeurde is niet met zekerheid te zeggen. Alleszins bestond de brug al onder die naam in 1288 en in 1302 werd de Nieuwstraat vernoemd. Een eeuw later werd de Nieuwbrugghe omgedoopt tot de Gruuthusebrug, nadat de heren van Gruuthuse er hun residentie hadden gebouwd.
Iedere straat was ooit eens nieuw, zodat die naam wel meer voorkwam in de stad, maar na verloop van tijd vond men er een andere naam voor.
Toen de fusie van Brugge en randgemeenten ontstond in 1971 stelde men vast dat er alles bij elkaar zeven Nieuwstraten voorkwamen op het bijeengebrachte grondgebied. Zes ervan kregen een nieuwe naam. De Nieuwstraat in de binnenstad bleef, als verreweg de oudste, zijn naam behouden.
De Nieuwstraat loopt van de Oude Burg naar de Gruuthusestraat.